# 埃里溫國際電影節
埃里溫「金杏」國際電影節（英文縮寫：GAIFF），為每年在亞美尼亞埃里溫舉行的電影節，於2004年由「金杏」電影發展基金和亞美尼亞影評人及電影記者協會共同創立。亞美尼亞外交部、亞美尼亞文化部和文化發展慈善基金持續支持電影節的舉行，而電影節的目標是展示亞美尼亞或亞美尼亞裔電影導演與製片人的新作、以及促進電影和錄像藝術領域的創意。

## 歷史
埃里溫「金杏」國際電影節於2004年成立，亞美尼亞裔加拿大人A·伊格言在2005年起為總監。電影節的主題是不同文化和文明的交錯，展示許多代表不同民族和宗教、描寫人類豐富經驗的電影。2005年，電影節成立了名為「導演無國界」（Directors Across Borders）的跨地區電影製作人網絡；自該年起，埃里溫「金杏」國際電影節在歐洲文化議會支持下運作。

## 獎項
埃里溫「金杏」國際電影節的主要獎項是分為故事片、紀錄片和亞美尼亞全景電影三類的金杏獎和銀杏獎，終身成就獎則名為「帕拉贊諾夫泰勒獎」，以著名亞美尼亞電影導演謝爾蓋·帕拉贊諾夫命名。

### 分類
以下為電影節頒發的獎項：
- 國際故事片競賽：
  1. 金杏獎——最佳故事片
  2. 銀杏獎——特別獎
- 國際紀錄片競賽：
  1. 金杏獎——最佳紀錄片
  2. 銀杏獎——特別獎
- 「石杏」短片競賽：
  1. 金石獎——最佳短片
  2. 特別獎
- 亞美尼亞全景電影競賽：
  1. 金杏獎——最佳劇情片
  2. 金杏獎——最佳紀錄片
  3. 銀杏獎——特別獎